# گیلیان آرمسترانگ
گیلیان آرمسترانگ (انگلیسی: Gillian Armstrong؛ زادهٔ ۱۸ دسامبر ۱۹۵۰) یک کارگردان، و فیلم‌نامه‌نویس اهل استرالیا است. وی از سال ۱۹۷۰ میلادی تا کنون مشغول فعالیت بوده‌است.

## فیلمشناسی
- آخرین روزهای شه نو
- اسکار و لوسیندا
- خانم سافل
- زنان کوچک
- شارلوت گری